# توماس غان
توماس غان (بالإنجليزية: Thomas Gunn)‏ (10 يوليو 1843 في المملكة المتحدة - 4 مايو 1908) هو لاعب كريكت بريطاني (وحمل سابقاً جنسية المملكة المتحدة لبريطانيا العظمى وأيرلندا).

## وصلات خارجية
- توماس غان على موقع إي آس بي آن كريك إنفو (الإنجليزية)